# Aloe longistyla
Aloe longistyla ist eine Pflanzenart der Gattung der Aloen in der Unterfamilie der Affodillgewächse (Asphodeloideae). Das Artepitheton longistyla leitet sich von den lateinischen Worten longus für ‚lang‘ sowie stylus für ‚Griffel‘ ab und verweist auf den langen Griffel der Art.

## Beschreibung

### Vegetative Merkmale
Aloe longistyla wächst stammlos, ist einfach oder verzweigt aus der Basis und bildet Gruppen mit bis zu zehn Rosetten. Die 20 bis 30 lanzettlichen Laubblätter bilden eine dichte Blattrosette. Die glauke, bereifte Blattspreite ist 12 bis 15 Zentimeter lang und 3 Zentimeter breit. Sie ist mit weichen bis festen, weißen Stacheln mit einer warzigen Basis besetzt. Die festen, weißen Zähne am Blattrand sind 3 bis 4 Millimeter lang und stehen 5 Millimeter voneinander entfernt.

### Blütenstände und Blüten
Der einfache Blütenstand erreicht eine Länge von 15 bis 20 Zentimeter. Die dichten, konischen Trauben sind 11 Zentimeter lang und ebenso breit. Die lanzettlich-deltoiden, spitzen und manchmal leicht fleischigen Brakteen weisen eine Länge von 25 bis 30 Millimeter auf und sind 12 bis 15 Millimeter breit. Die hell lachsrosafarbenen bis rosaroten Blüten stehen an 6 bis 8 Millimeter langen Blütenstielen. Sie sind 35 bis 55 Millimeter lang und an ihrer Basis gerundet. Auf Höhe des Fruchtknotens weisen die Blüten einen Durchmesser von 9 Millimeter auf. Darüber sind sie an der Mündung leicht verengt. Ihre äußeren Perigonblätter sind auf einer Länge von 13 Millimetern nicht miteinander verwachsen. Die Staubblätter ragen 20 Millimeter und der Griffel ragt 75 Millimeter aus der Blüte heraus.

### Genetik
Die Chromosomenzahl beträgt {\displaystyle 2n=14}.

## Systematik und Verbreitung
Aloe longistyla ist in den südafrikanischen Provinzen Westkap und Ostkap auf sandigen Böden in Höhen von 500 bis 1500 Metern verbreitet.
Die Erstbeschreibung durch John Gilbert Baker wurde 1880 veröffentlicht.

## Nachweise